# روبرتو گویرز
 روبرتو گویرز (انگلیسی: Roberto Quiroz؛ زاده ۲۳ فوریهٔ ۱۹۹۲) یک تنیس‌باز اهل اکوادور است.